# Grinzens
Grinzens é um município da Áustria, situado no distrito de Innsbruck-Land, no estado do Tirol. Tem 28,69 km² de área e sua população em 2019 foi estimada em 1.387 habitantes.